# Conception (album)
Conception è un album registrato tra il 1949 ed il 1951 da Miles Davis.

## Tracce
1. Odjenar – 2:51
2. Hibeck – 3:05
3. Yesterdays – 2:25
4. Ezz-Thetic – 2:51
5. Indiana summer – 2:32
6. Duet for saxophone and guitar – 2:37
7. Conception – 4:01
8. My old flame – 6:33
9. Intoit – 3:20
10. Prezervation – 2:41
11. I my be wrong – 3:27
12. So what – 2:44

## Formazione
- Miles Davis – tromba
- Stan Getz – sassofono
- Lee Konitz – sassofono
- Gerry Mulligan – sassofono
- Tony Aless – pianoforte
- Billy Bauer – chitarra
- Walter Bishop – pianoforte
- Art Blakey – batteria
- Arnold Fishkin – basso
- Al Haig – pianoforte
- Roy Haynes – batteria
- Chubby Jackson – basso
- J.J.Johnson – trombone
- Charlie Kennedy – sax alto
- Don Lamond – batteria
- Stan Levey – batteria
- Sal Mosca – pianoforte
- Tommy Potter – basso
- Gene Ramey – basso
- Max Roach – batteria
- Sonny Rollins – sax tenore
- Zoot Sims – sax tenore
- Kai Winding – trombone